# Air Mauritius
Air Mauritius ist die nationale Fluggesellschaft der Republik Mauritius mit Sitz in Port Louis und Basis auf dem Flughafen Mauritius.

## Geschichte

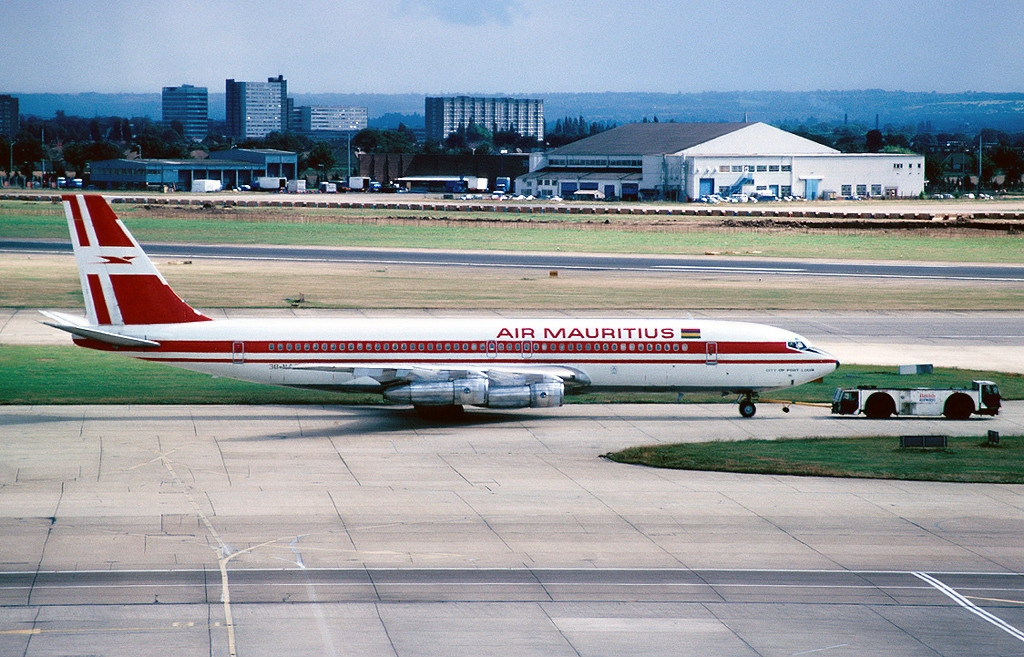
Boeing 707 der Air Mauritius, 1981

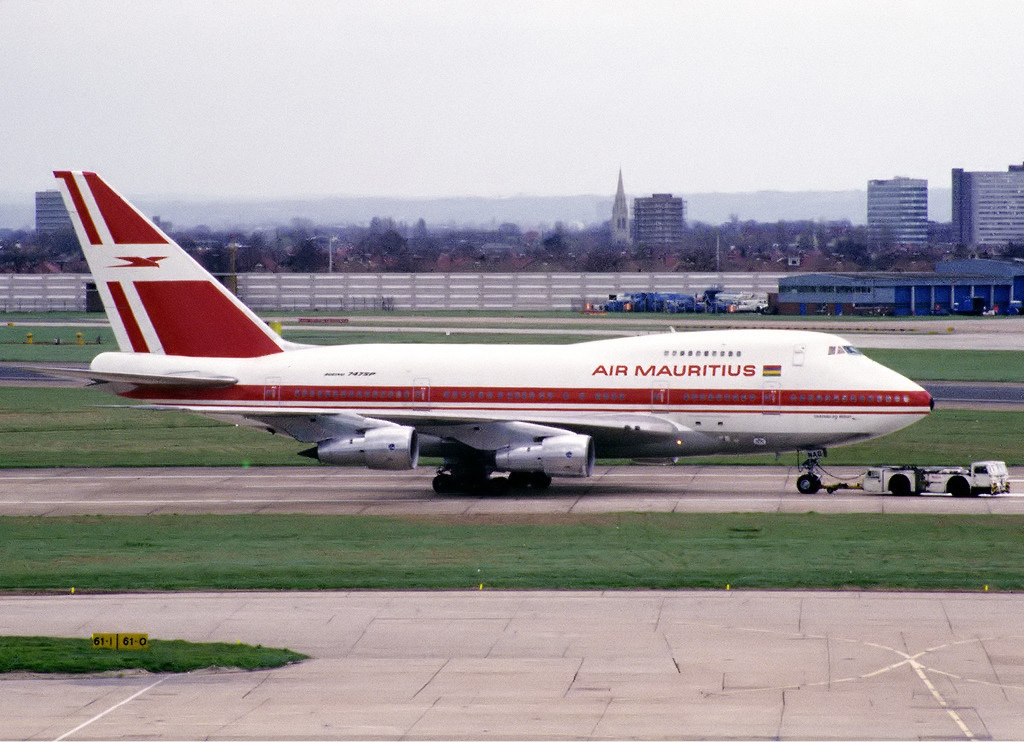
Boeing 747-SP der Air Mauritius, 1985

Air Mauritius wurde im Jahr 1967 gegründet. Das erste Flugzeug war eine Piper PA-31 und das erste Ziel Rodrigues.
Im Jahr 1972 kam Mumbai hinzu. Von Air India leaste man Flugzeuge, mit denen man nach London flog. Im Jahr 1977 ergänzte eine Boeing 707 die Flotte. 1981 kamen Nairobi, Durban und Johannesburg zum Streckennetz hinzu. Eine Boeing 747-SP wurde von South African Airways im Jahr 1984 geleast, mit der man nach Paris, Singapur und München-Riem flog.
Im Jahr 1988 wurde die Boeing 707 durch eine modernere Boeing 767-200ER ersetzt. Der Airbus A340-300 kam im Jahr 1994 zur Flotte hinzu. 2005 erhielt Air Mauritius noch zwei Airbus A319-100, 2006 gefolgt von zwei Airbus A340-300E, einer verbesserten Version mit erhöhtem maximalem Abfluggewicht, die unter anderem die Anfang 2007 ausgeflotteten Boeing 767 ersetzten. 2007 und 2009 stieß jeweils ein Airbus A330-200 zur Flotte.
Ende 2008 wurde ein überarbeitetes Logo präsentiert, das neue Ziele symbolisieren soll. Der Paille en Queue, ein tropischer Vogel, soll zudem neuen Auftrieb geben. Anfang 2008 wurde eine neue Zwei-Klassen-Variante in den Maschinen eingeführt, neue Uniformen wurden im Oktober 2008 eingeführt.
Am 16. Juli 2014 bestellte Air Mauritius auf der Farnborough International Airshow sechs Airbus A350-900. Dabei werden vier von Airbus direkt gekauft und zwei von AerCap geleast. Der erste von AerCap geleaste A350 wurde am 20. Oktober 2017 ausgeliefert.
Am 22. April 2020 wurde Air Mauritius unter freiwillige Insolvenzverwaltung gestellt. Am 7. Juli 2020 wurden fünf Flugzeuge zum Verkauf ausgeschrieben. Ende Dezember 2020 wurden die beiden Airbus A340-300 und die beiden Airbus A319-100 an die niederländische BAP Aviation Services verkauft.
Im April 2022 wurde das Unternehmen nach der vollständigen Übernahme durch die Muttergesellschaft Airport Holdings Ltd von der Börse genommen.

## Flugziele
Air Mauritius verbindet Mauritius mit den Vanille-Inseln (im Indik) und fliegt darüber hinaus zahlreiche internationale Ziele in Afrika, Asien und Australien an. In Europa werden Genf, London und Paris bedient.
Darüber hinaus bietet sie mit Bell 206 Transferflüge vom Flughafen zu den jeweiligen Hotels und Rundflüge an.
Codesharing 
Air Mauritius unterhält Codeshare-Abkommen mit Air Austral, Air France, Air India, Emirates, Hong Kong Airlines, Kenya Airways, KLM, Malaysia Airlines, Singapore Airlines, South African Airways und Virgin Australia.

## Geplante Allianz
Eine erste Allianz von afrikanischen Fluggesellschaften ist zwischen Air Mauritius, South African Airways, RwandAir und Kenya Airways ab März 2019 geplant. Gemeinsam will man durch Größe höhere Effizienz erreichen, um dem Marktführer in Afrika Ethiopian besser zu begegnen. Mauritius ist als gemeinsamer Hub geplant.
Diese Allianz wird seit zumindest September 2017 diskutiert. Air Mauritius fliegt gewinnbringend, die anderen 3 beabsichtigten Allianzpartner sind jedoch 2015–2018 durchwegs defizitär.

## Flotte

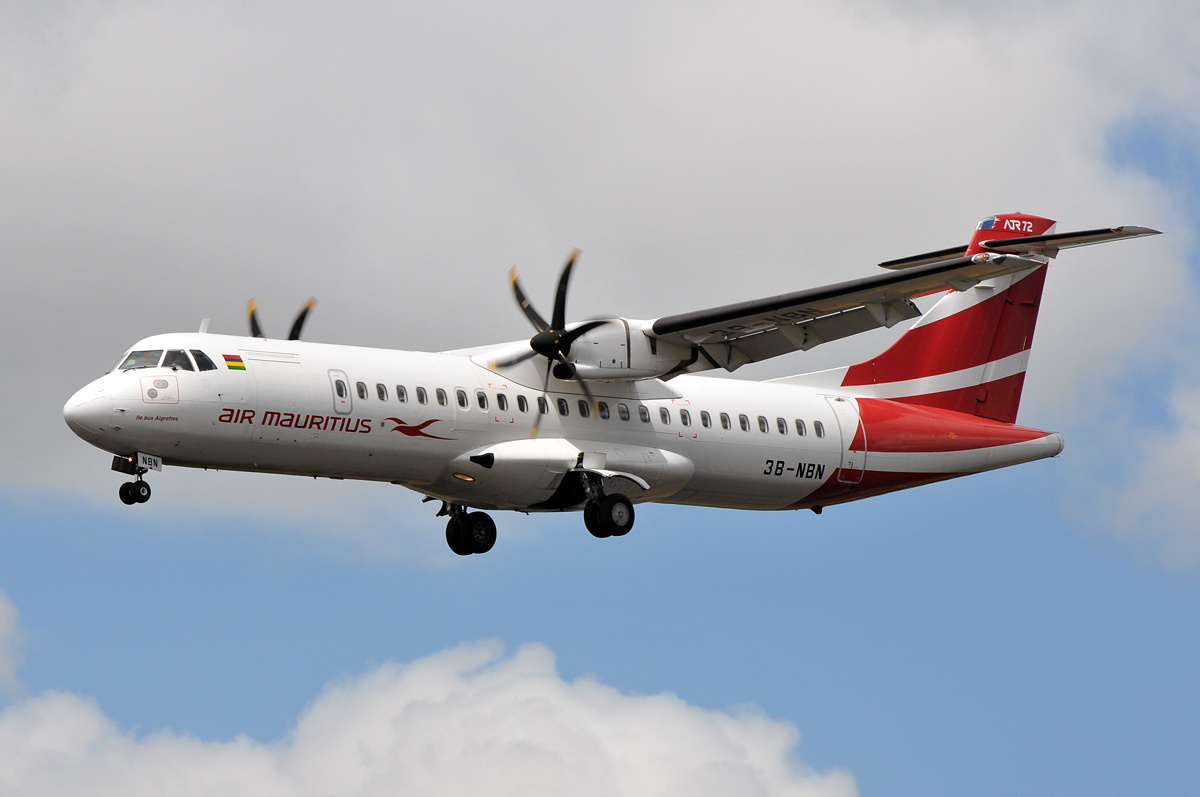
ATR 72-500 der Air Mauritius

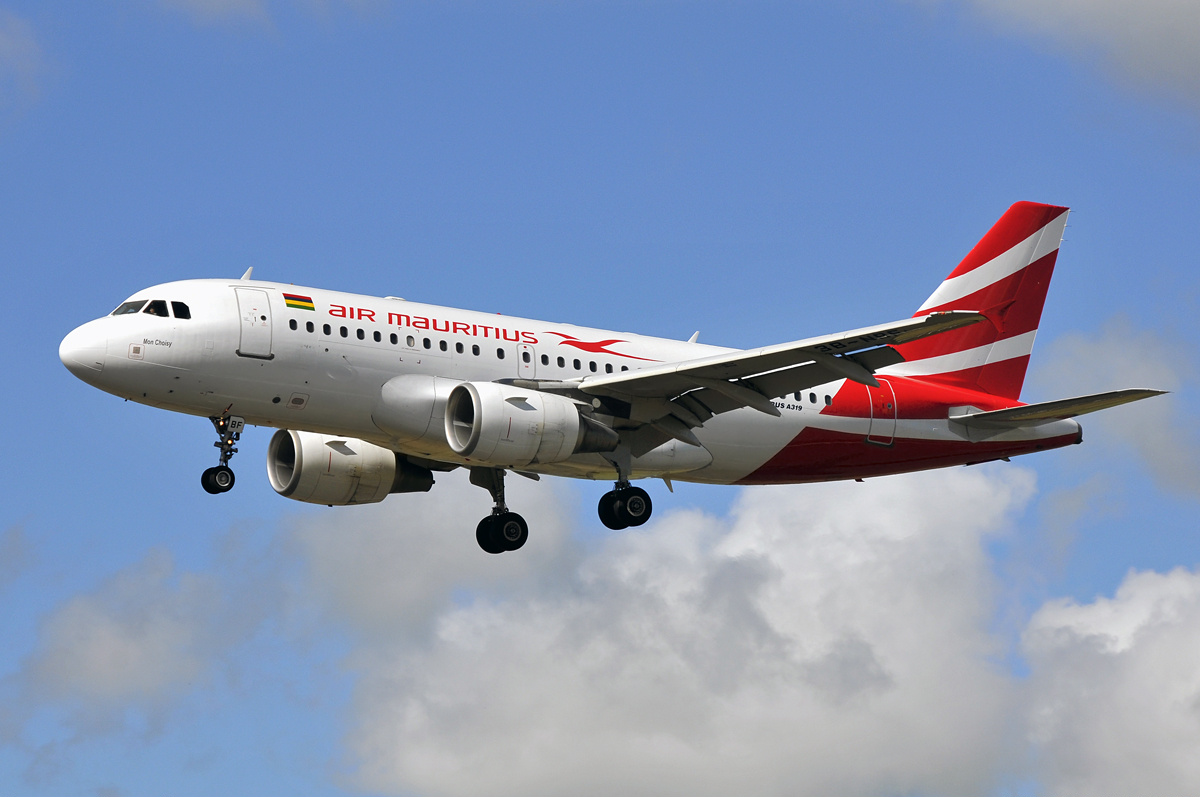
Airbus A319-100 der Air Mauritius

### Aktuelle Flotte
Mit Stand November 2024 besteht die Flotte der Air Mauritius aus 12 Flugzeugen mit einem Durchschnittsalter von 11,2 Jahren:
| Flugzeugtyp        | Anzahl | bestellt | Anmerkungen     | Sitzplätze (Business/Economy) | Durchschnittsalter |
| ------------------ | ------ | -------- | --------------- | ----------------------------- | ------------------ |
| Airbus A330-200    | 02     |          |                 | 254 (18/236)                  | 18,3 Jahre         |
| Airbus A330-900neo | 02     |          | geleast von ALC | 288 (28/260)                  | 5,7 Jahre          |
| Airbus A350-900    | 04     | 3        |                 | 326 (28/298)                  | 6,1 Jahre          |
| ATR 72-500         | 03     |          |                 | 72 (—/72)                     | 15,5 Jahre         |
| ATR 72-600         | 01     |          |                 |                               | 15,5 Jahre         |
| Gesamt             | 12     | 3        |                 |                               | 11,2 Jahre         |

### Zuvor eingesetzte Flugzeuge

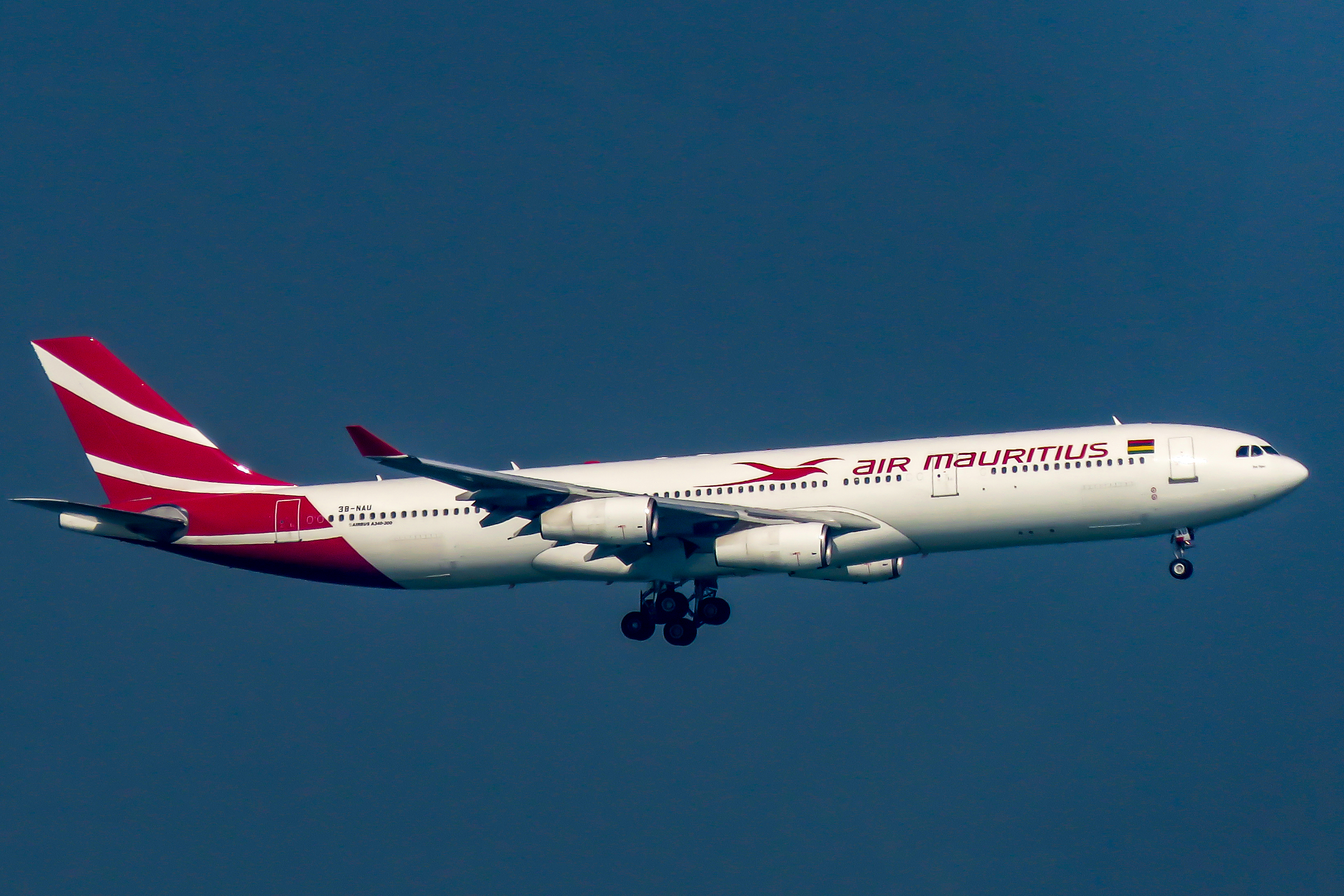
Airbus A340-300 der Air Maritius, 2019

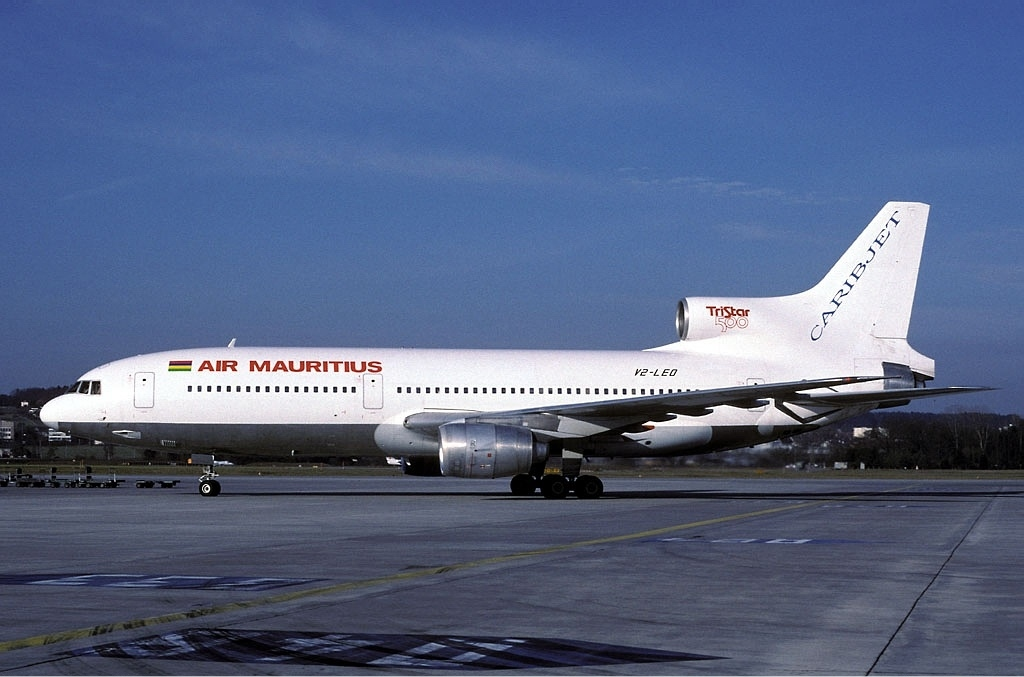
Lockheed L-1011-500 TriStar der Air Mauritius im Jahr 1996

In der Vergangenheit setzte Air Mauritius unter anderem folgende Flugzeugtypen ein:
- Airbus A340-200
- Airbus A319-100
- Airbus A340-300
- Airbus A330-200
- Boeing 707-300B und 707-400
- Boeing 747-SP
- Boeing 767-200ER und 767-300ER
- de Havilland Canada DHC-6-300
- Lockheed L-1011-500 TriStar
- Piper PA-31